# The Donnas
The Donnas je americká ženská rocková hudební skupina. Založily ji v roce 1993 v kalifornském Palo Alto spolužačky ze střední školy Brett Anderson (zpěv), Allison Robertson (kytara), Maya Ford (baskytara) a Torry Castellano (bicí). Původně se kapela jmenovala Ragady Anne, pak Electrocuters a před vydáním prvního alba přijala současný název. V roce 2009 ukončila Torry Castellano kvůli zdravotním problémům s ramenem hudební kariéru a zaměřila se na studium práv, ve skupině ji nahradila Amy Cesari (původně The Demonics). V roce 2007 The Donnas založily vlastní hudební vydavatelství Purple Feather Records. Od roku 2012 je skupina neaktivní.
Styl skupiny vychází z hard rocku, heavy metalu a punku. The Donnas bývají srovnávány s Ramones a The Runaways.
Písně skupiny byly využity ve filmové komedii Šílená jízda. V roce 2003 vystoupily The Donnas na festivalu Lollapalooza. Skupina se také objevila v televizním hudebním pořadu Beautiful Noise.

## Diskografie
- The Donnas (1997)
- American Teenage Rock 'n' Roll Machine (1998)
- Get Skintight (1999)
- The Donnas Turn 21 (2001)
- Spend the Night (2002)
- Gold Medal (2004)
- Bitchin' (2007)